# Принц Персии: Пески времени (фильм)
«Принц Персии: Пески времени» (англ. Prince of Persia: The Sands of Time) — художественный фильм, фэнтезийный боевик режиссёра Майка Ньюэлла, основанный на одноимённой компьютерной игре компании Ubisoft.
Продюсером фильма выступил Джерри Брукхаймер.
Мировая премьера состоялась 28 мая 2010 года, на российские экраны фильм вышел 27 мая 2010 года.

## Сюжет
Однажды на персидском рынке царь Шахраман видит очень отважного мальчика. Восхитившись его ловкостью и храбростью, царь решает принять мальчика в свою семью. Принц Дастан вырастает и принимает участие в военном походе вместе с двумя своими приёмными братьями. Их путь лежит через священный город Аламут, который, по секретным доносам, поставляет оружие их врагам. Командующий персидскими войсками в этом походе принц Тас решает напасть на Аламут, несмотря на просьбу отца не трогать этот город. Армия берёт город, но они не находят там никакого оружия.
Во время захвата города принцу Дастану случайно достаётся странный кинжал, и он оставляет его у себя, как сувенир. Приехавший в город царь ругает сыновей, ослушавшихся его, на что принц Тас заверяет отца, что найдёт оружие в городе любыми способами. Во время празднования по случаю победы царь надевает мантию регента Аламута, подаренную ему Дастаном (которая, в свою очередь, досталась ему от брата Таса). Мантия оказывается отравленной, и король Шахраман погибает. Все решают, что это Дастан убил своего отца, и принц убегает из дворца вместе с принцессой Аламута по имени Тамина, которая обладает красотой, не находящей ей равных во всей Персии.
Принц после своего изгнания узнаёт, что убийцей его отца был брат последнего, Низам. Задумавший убийство родного брата ради вступления на трон, Низам решает обвинить в преступлении принца Дастана. Принц объединяет силы с принцессой Таминой для того, чтобы помешать Низаму совершить кровопролитие ради получения власти над Песками Времени — могущественным божественным артефактом, способным изменять время и наделять хозяина властью над миром. По пути ему встречается торговец рабами шейх Амар («слегка» нечестный предприниматель, занимающийся страусиными бегами), а также многочисленные армии его коронованного брата Таса и брата его отца — Низама. Чтобы не дать кинжалу времени попасть в плохие руки, они решают отнести кинжал в тайное святилище.
У святилища Тамина рассказывает Дастану, что должна умереть, но на них нападают убийцы-ассасины, нанятые Низамом, и похищают кинжал. Дастан и Тамина пытаются предотвратить грозящую миру опасность и не дать дяде Дастана выпустить Пески Времени, хранящиеся в песочных часах, которые покоятся глубоко под священным городом Аламутом. Кинжал находится в Высоком храме под охраной ассасина, метающего шипы, поэтому Сесо (искусный метатель ножей на службе у Шейха Амара) отправляется на схватку с ним. Он убивает ассасина, но несколько игл попадают в него, и он погибает, но перед этим выбрасывает кинжал через окно, после чего тот попадает в руки Дастана.
Дастан идёт к своему старшему брату, новому королю Персии — Тасу, рассказывает о предательстве Низама. В качестве доказательства своей невиновности принц Дастан убивает себя кинжалом. Тас стоит над телом брата, не понимая, что произошло. Однако, проникнувшись словами Дастана, всё же выпускает песок из кинжала, возвращается на несколько мгновений в прошлое и предотвращает его смерть. Тас убеждается в искренности своего брата Дастана, но входят Низам и ассасин. Низам убивает Таса, забирает кинжал и направляется под Аламут — к Песочным Часам. Дастан, расправившись с ассасином, отправляется вслед за предателем-дядей вместе с Таминой, используя тайные проходы. На пути к пескам им вновь мешает убийца — лидер клана Ассассинов. В тяжёлой схватке Дастан одерживает верх, но не без помощи принцессы Тамины, которая уберегла принца от смертельного укуса змеи. Перед лицом грозящей опасности принц и принцесса дарят друг другу поцелуй и двигаются дальше.
Достигнув Песков, они пытаются остановить Низама, но из-за того, что сработала ловушка, охранявшая Песочные Часы, они соскальзывают со скалы. Дастан из последних сил ухватился за утёс и поймал Тамину. Принцесса, говоря принцу о том, что всё, что происходит — это его судьба, и в его власти всё изменить, жертвует собой, ослабляет руку и падает в бездну. Дастан забирается на скалу, но не успевает остановить Низама — он вонзил кинжал в стекло Песчаных Часов и высвободил Пески времени. Пытаясь оттолкнуть Низама, принц хватается за кинжал. Начинается песчаная буря, уничтожающая всё (это произойдет с городом, если этот артефакт попадет в плохие руки).
Однако принц успевает закрыть крышку в рукояти кинжала и вытащить его из Часов, благодаря чему он переносится в момент, когда завладел кинжалом и тот стал его трофеем — то время, когда только закончился штурм Аламута. Он находит своего брата Таса и убеждает найти шпиона, чтобы тот рассказал правду об оружии. Низам, понимая, что его разоблачили, пытается убить Дастана, но вмешивается Тас, и Низам погибает. Тас приносит извинения принцессе Тамине и предлагает ей скрепить узы браком «с тем, кто не только покорил ваш город, но и спас его», имея в виду Дастана. Дастан вернул Тамине кинжал. Она принимает его подарок и тем самым становится его избранницей.

## В ролях
| Актёр                | Роль             |
| -------------------- | ---------------- |
| Джейк Джилленхол     | Принц Дастан     |
| Ричард Койл          | Принц Тас        |
| Тоби Кеббелл         | Принц Гарсив     |
| Джемма Артертон      | Принцесса Тамина |
| Бен Кингсли          | Низам            |
| Альфред Молина       | Шейх Амар        |
| Рональд Пикап        | Царь Шахраман    |
| Стив Туссэн          | Сесо             |
| Рис Ричи             | Бис              |
| Гисли Орн Гардарссон | Лидер ассасинов  |

## Создание фильма

### Съёмки

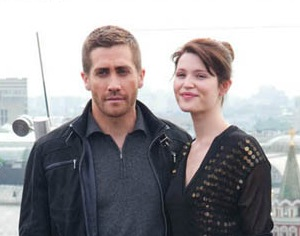
Джемма Артертон и Джейк Джилленхол 11 мая 2010 года. Фотоколл фильма «Принц Персии: Пески времени» на крыше отеля «Ритц-Карлтон», Москва

Натурные съёмки фильма проходили в Марокко, в городах Марракеш, Айт-Бен-Хадду (культурный памятник, охраняется ЮНЕСКО), Уарзазат и Укаймеден.
Съёмочной группе довелось несколько раз бороться с жестокими песчаными бурями.
По официальному заявлению координатора съёмок в Марокко Грегора Мово, во время съёмок «Принца Персии» кинематографисты осушили 1 114 894 бутылки с водой.
Макет Восточных ворот Аламута был построен под управлением Вольфа Крюгера (Wolf Kroeger) в павильоне № 7 на Pinewood Studios в Лондоне. Для постройки потребовалось 3000 деревянных брусов 2,4х1х2 метра, 21 метр досок 7,5х2,5 сантиметра и 40 тонн гипса для облицовки. Работа над воротами заняла около 14 недель.
Для съёмок было создано около 20 различных моделей Кинжала Времени. Начиная с «геройской» версии, выкованной из настоящего металла, и до резиновой бутафории, которая использовалась для съёмок трюковых сцен.
Во время съёмок использовали как настоящих змей, так и компьютерную графику.
Консультантом по паркуру на съёмочной площадке стал изобретатель этого вида спорта — француз Давид Белль.

## Критика
Фильм получил в основном смешанные, но зачастую негативные рецензии критиков. 
Сергей Вильянов в своей рецензии на сайте 3DNews охарактеризовал «Пески времени» как «вполне добротный детский фильм», отметив «зубодробительные» шутки в исполнении Альфреда Молины, отсутствие логики в сюжете, а также общую зрелищность фильма.
На вебсайте-агрегаторе Rotten Tomatoes фильм имеет 37% свежести на основе 230 рецензий. Критический консенсус вебсайта гласит: "Он не предлагает многого, но «Принц Персии» — достаточно интересный экшн — и существенно лучше по сравнению с большинством адаптаций видеоигр". На сайте Metacritic фильм имеет 50 баллов из 100 на основе 38 рецензий, что соответствует статусу "смешанные или средние отзывы".